# Eriopsis
Eriopsis (em português: Eriópse) é um género botânico pertencente à família das orquídeas (Orchidaceae). Foi proposto por John Lindley em 1847, publicado em Edwards's Botanical Register 33: ad t. 9. A Eriopsis biloba (Lindl.) é sua espécie tipo.

## Etimologia
O nome do gênero (Eps.) procede da latinização das palavras gregas: έριον (érion), que significa “lã”, cujo plural é έρια ; e ωΨις (opsis) que significa "parecido", aludindo à sua semelhança com o gênero Eria, este, um gênero grande do sudeste asiático com inúmeras espécies muito variáveis.

## Distribuição
O gênero Eriopsis agrupa cinco espécies epífitas muito robustas, de crescimento cespitoso, que formam enormes touceiras, porém de dificil cultivo em climas frios, que existem na floresta Amazônica do norte da América do Sul até o Pará. Duas espécies presentes no Brasil.

## Descrição
Apresentam raízes pneumatóforas, isto é, de pontas eretas, aguçadas e esponjosas, que servem para arejar sua volumosa massa de raízes e também para acumular detritos que ali se depositam. Seu rizoma é curto com pseudobulbos agregados, bem desenvolvidos e fortes, alongados, lisos ou verrucosos, geralmente ocos por dentro, acuminados e encimados por até quatro folhas lisas ou multinervadas, brilhantes que deixam restos secos pungentes depois que caem, como acontece em Cyrtopodium.
A ampla inflorescência racemosa, ereta, multiflora, emerge das axilas das Baínhas que guarnecem os pseudobulbos. Nas flores predominam tons amarelados, com máculas ou sombras vermelhas ou vinosas. As sépalas e pétalas são parecidas e arredondadas. As sépalas laterais são livres ou levemente soldadas ao pé da coluna formando pequeno mento. labelo algo incumbente perto do pé da coluna, depois ereto, trilobado com grandes lobos laterais mais ou menos abertos e levantados, formando uma espécie de concha, e lobo mediano bem pequeno, em algumas espécies bilobulado, no disco carinado em sentido longitudinal com dois cornos no final das carenas. A coluna é curvada, algo clavada, alongada, com duas, ou dois pares de polínias justapostas.
Por muito tempo a classificação correta deste gênero em meio às orquídeas permaneceu incerta. Estudos recentes indicam grande afinidade com a tribo Maxillariinae.

## Espécies
1. Eriopsis biloba Lindl., Edwards's Bot. Reg. 33: t. 9 (1847).
2. Eriopsis grandibulbosa Ames & C.Schweinf., Bull. Torrey Bot. Club 58: 350 (1931).
3. Eriopsis mesæ Kraenzl., Notizbl. Bot. Gart. Berlin-Dahlem 7: 427 (1920).
4. Eriopsis rutidobulbon Hook., Bot. Mag. 75: t. 4437 (1849).
5. Eriopsis sceptrum Rchb.f. & Warsz., Bonplandia (Hannover) 2: 98 (1854).